# St. George Dragons
Die St. George Dragons waren eine professionelle Rugby-League-Mannschaft aus Sydney in Australien. Mit fünfzehn Meisterschaften  und zwölf Vize-Meisterschaften zählten sie zu den erfolgreichsten Teams in der New South Wales Rugby League Premiership. 1998 fusionierten sie mit den Illawarra Steelers zu den St. George Illawarra Dragons.

## Geschichte
Die St. George Dragons nahmen 1921 den Spielbetrieb in der New South Wales Rugby Football League (NSWRFL) auf. Bis zum ersten Titelgewinn in der Saison 1941 vergingen fast zwei Jahrzehnte, doch kurz darauf avancierten die Dragons zum absoluten Topteam der Liga. Zwischen 1956 und 1966 gewann St. George elf Meistertitel in Folge, was bis heute einen unerreichten Weltrekord im Rugby darstellt. 1979 erfolgte der letzte Titelgewinn, 1996 die letzte Teilnahme am Grand Final als eigenständiger Verein. Mit fünfzehn gewonnenen Meistertiteln belegt St. George noch immer den zweiten Platz in der ewigen Rangliste hinter den South Sydney Rabbitohs.

## Erfolge
- Meisterschaften (15): 1941, 1949, 1956, 1957, 1958, 1959, 1960, 1961, 1962, 1963, 1964, 1965, 1966, 1977, 1979
- Vize-Meisterschaften (12): 1927, 1930, 1933, 1942, 1946, 1953, 1971, 1975, 1985, 1992, 1993, 1996
- Minor Premierships (15): 1928, 1946, 1956, 1957, 1958, 1959, 1960, 1962, 1963, 1964, 1965, 1966, 1967, 1979, 1985